# Paraíba, Meu Amor
Paraíba, Meu Amor é um documentário com duração de 74 minutos do cineasta suíço Bernard Robert-Charrue. Filmado em 2007 durante o São João Campina Grande, teve também várias cenas ambientadas em Patos posteriormente. O filme foi exibido na Alemanha, na Paraíba e no Festival de Montreux, na Suíça, em 2008.
O filme ganhou o Golden Reel Award («Prêmio Carretel de Ouro») de Melhor Musical de 2009 no 8° Festival international do filme de Tiburon, na Califórnia, realizado em março de 2009.

## A produção
O diretor suíço descobriu por acaso o forró em 2005, quando fazia uma viagem a Olinda, Pernambuco. Estava em um bar local e viu um trio tocando o ritmo, o que lhe despertou interesse imediato. Na fase seguinte da viagem, no Rio de Janeiro, comprou o que pôde encontrar sobre esse estilo musical, embora não tivesse achado muita coisa. Por isso, para dar início às filmagens, Charrue pediu ajuda a um amigo suíço que mora há trinta anos em Patos, Paraíba. Dias depois, ele recebeu em casa CDs de vários artistas paraibanos (Flávio José, Pinto do Acordeon e Amazan). A produção do filme em si teve início em 2006.
Em entrevista à revista Istoé, em 2009, Charrue revelou detalhes das filmagens:
Filmei boa parte durante o São João em Campina Grande, mas acabei voltando em dezembro do ano passado e janeiro deste ano para registrar o período da seca nordestina (...) Sou um apaixonado pelo ritmo
Em 25 de janeiro de 2008 Paraíba, Meu Amor foi exibido pela primeira vez na cidade alemã de Karlsruhe. A exibição no Brasil ocorreu no dia 10 de março do mesmo ano, quando este foi lançado em João Pessoa e no dia seguinte em Campina Grande. No dia 15 do mesmo mês foi exibido na cidade de Patos. Quase seis meses depois, em 11 de julho de 2008, houve uma homenagem ao forró e a Luiz Gonzaga no Festival de Montreux, realizado na cidade suíça de mesmo nome. Nesse mesmo dia, o documentário foi exibido na «sala Miles Davis» e posteriormente houve apresentação dos músicos paraibanos (Chico César, Flávio José, Pinto do Acordeon, Trio Tamanduá e Aleijadinho de Pombal. Por não viajar mais de avião, Dominguinhos não foi ao evento, embora tenha participado do filme.
O filme seria lançado no cinema suíço e depois na TV européia. Inicialmente, o projeto era apenas para a televisão, mas houve a demanda do cinema. É um efeito raro, pois quando a TV se interessa, o cinema não quer.

## Sinopse
Paraíba, Meu Amor mostra a união em estúdio de Dominguinhos com o acordeonista francês Richard Galliano. Os dois deveriam se encontrar na França, mas Dominguinhos não viaja de avião, então o Richard veio ao Brasil. O documentário intercala entrevistas e apresentações de Chico César, nascido no Sertão do paraibano, além de Aleijadinho de Pombal, Trio Tamanduá, Pinto do Acordeon e o grupo Os 3 do Nordeste, entre outros.